# 屈西拉科洛讷
屈西拉科洛讷（法語：Cussy-la-Colonne，法語發音：[kysi la kɔlɔn]）是法国科多尔省的一个市镇，属于博讷区。

## 地理
屈西拉科洛讷（47°2'27"N, 4°38'28"E）面积6.09 平方千米，位于法国勃艮第-弗朗什-孔泰大區科多尔省，该省份为法国中东部省份，北起奥布省，西接涅夫勒省和约讷省，南至索恩-卢瓦尔省，东南接汝拉省，东临上索恩省，东北部与上马恩省接壤。
与屈西拉科洛讷接壤的市镇（或旧市镇、城区）包括：蒙索和埃沙尔南、圣罗曼、瓦勒蒙。

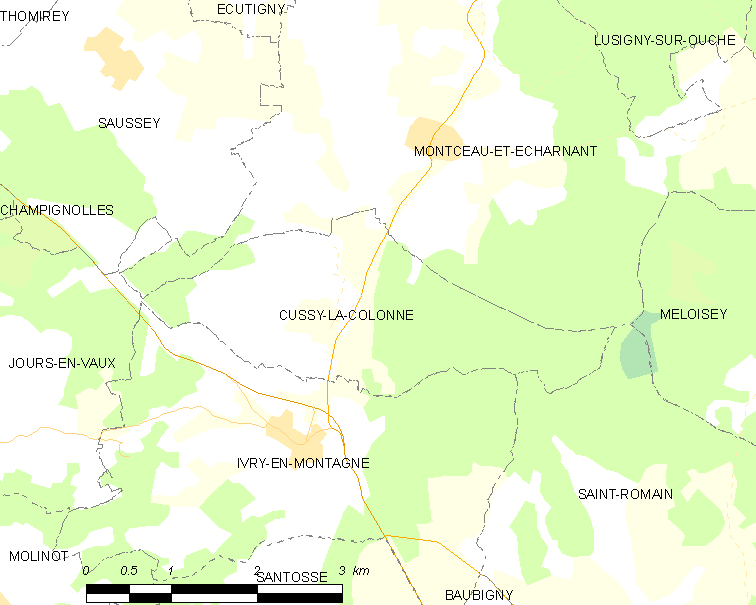
屈西拉科洛讷的OSM定位图

屈西拉科洛讷的时区为UTC+01:00、UTC+02:00（夏令时）。

## 行政
屈西拉科洛讷的邮政编码为21360，INSEE市镇编码为21221。

## 政治
屈西拉科洛讷所属的省级选区为阿尔奈勒迪克县。

## 人口

1962-2008年间屈西拉科洛讷人口变化图示

屈西拉科洛讷于2022年1月1日时的人口数量为44人。